# Drosophila adventitia
Drosophila adventitia är en tvåvingeart som beskrevs av Elmo Hardy 1965. Drosophila adventitia ingår i släktet Drosophila och familjen daggflugor. Inga underarter finns listade i Catalogue of Life.
Artens utbredningsområde är Hawaii.